# Samuel Edney
Samuel Edney (født 29. juni 1984 i Calgary) er en canadisk kælker. 
Han deltog i Vinter-OL 2006 i Torino, Italien, hvor han kom på en 19.-plads i singlekonkurrencen. 
Desuden repræsentererde han også Canada i vinter-OL 2010 og i 2014. 
Han vandt sølv i vinter-OL 2018 i holdkonkurrencen.